# Història de la catifa a Crevillent
Els precedent de la catifa actual s'hi troba en les antigues estores d'espart i jonc que es realitzaven manualment des d'època àrab. A mitjans de segle xix apareix el filet d'espart, el qual va suposar una petita revolució per al sector quant a tècnica i concepte de treball, obtenint-se una producció més elevada i sent, així, un primer pas cap a la industrialització. Per aquest motiu, el filet substituirà, a poc a poc, la producció d'estora fina feta de jonc i de pleita, la qual desapareix quasi per complet ans de començar la dècada de 1870.
És aleshores quan s'introdueix un dels primers telers manuals expressament destinats per a la confecció d'estores; és el denominat teler de reixilles, que apareix per aquestes dates estretament lligat al filet d'espart, comptant amb una gran quantitat de peces que posteriorment tindran els telers mecànics i automàtics.
Cap a finals de segle xix arriba la màquina inventada per Teler de Jacquard, la qual s'acoblava als telers de fusta i feia el dibuix d'aquestes a través d'uns cartonatges foradats, que ja havien augmentat, per altra banda, en nombre i varietat segons el tipus d'estora que realitzaren. Així, es pot parlar de teler mixt, de vareta, de doble cara i de barra de torsió.
A principis de segle xx s'introduïren els primers telers mecànics, comuns i de doble tela, que substituïren als telers manuals i, encara que en nombre molt reduït, suposaren una revolució en el procés i la producció catifera, apropant el seu procés de fabricació tal com avui ho coneixem. Aquestos telers eren de segell alemany i s'introduïren en les indústries tèxtils de Sabadell, Terrassa i Alcoi, els quals els revengueren als industrials de Crevillent que els adaptaren als teixits usats a la població, més grossos, com és el cas de l'espart.
En la dècada de 1920 té lloc la primera gran modernització en la indústria de la catifa la qual influirà en gran manera en l'auge que experimentaran els telers manuals i mecànics en nombre i producció, si bé els telers manuals comencen la seua regressió a partir de la dècada de 1930 disminuint a menys de la meitat de la dècada anterior.
Durant la Guerra Civil Espanyola totes les indústries catiferes es van incloure en l'anomenada Cooperativa Alfombrera Crevillentina, on es va col·lectivitar el nombre dels telers i els seus beneficis.
El període comprés entre les dècades de 1920 i 1940 va ser de gran prosperitat econòmica (tot i la guerra) i va comportar una important expansió que arribaria al seu màxim en la dècada de 1960, moment en què es produeix una segona modernització mecànica de vital importància amb la introducció dels nous telers automàtics provinents d'Anglaterra i Bèlgica. Aquestos telers Gripper van ser creats exclusivament per a teixir catifes. Posteriorment, s'introduïren uns nous tipus de teler que no usaven els cartonatges en la confecció del dibuix sinó que s'introduïa un disquet en la maquinària per a treure el patró de la futura catifa; posteriorment es canvià aquest disquet pels discs compactes. Aquests són els que actualment usen les empreses catiferes.
En aquesta dècada de 1960 i principis de 1970 la indústria catifera creix en empreses i treballadors fins a obtenir-se els majors beneficis de la història però, una forta crisi -començava en 1973 i provocada pel Mercat Comú i la consegüent eliminació de la protecció aranzelària- trencarà aquest enlairament econòmic. La crisi es mantindrà fins als primers anys de la democràcia, pel que, amb la signa dels primers convenis (1977 i 1978) tindran lloc les dues gran vagues de la tèxtil, la qual la segona perdurarà vora mes i mig.
Els problemes més greus en que s'hi troba actualment la indústria catifera són l'existència d'un nivell tecnològic per sota de l'europeu i, sobretot, l'entrada massiva de catifes provinents d'Àfrica i Àsia amb una mà d'obra molt més barata i, per tant, una producció i venda més econòmiques.
Les empreses catiferes de Crevillent enregistrades en l'Associación de Fàbricas de Alfombras y Moquetas (UNIFAM), amb seu a Crevillent, crearen, en 1977, el segell Alfombras de Crevillente per a promoure i difondre les catifes pròpies, advocant pel disseny i la qualitat dels seus teixits.
La primera empresa catifera creada a l'estat espanyol és la crevillentina Hijo de Augusto Mas, fundada en 1823, sent l'única que ha persistit a totes les innovacions del procés industrial, obtenint els seus productes un prestigi internacional; malauradament, aquesta empresa va tancar a principis de 2009. Això no obstant, les empreses més fortes del sector han estat Alfombras Imperial, Alfombras Universal i Alfombras Iberia, totes elles crevillentines i creades en la dècada de 1920 com a tallers familiars, prosperant i tenint, a partir de 1940, una gran expansió de creixement que tindrà el seu zenit en la dècada de 1960.
L'elaboració de la catifa en el País Valencià té en Crevillent el seu major productor de catifes de l'estat, amb una producció constant d'uns 4.000.000 de m² i unes huitanta empreses funcionant que donen treball uns mil treballadors. Del total produït, un 40 per cent s'exporta cap als Estats Units, la Unió Europea i Àsia.
Veu "Alfombra" de la Gran Enciclopèdia de la Comunitat Valenciana publicat amb el consentiment de l'autor (MCR).